# Quigley's Point
Quigley's Point är en ort i republiken Irland.   Den ligger i grevskapet County Donegal och provinsen Ulster, i den norra delen av landet, 210 km norr om huvudstaden Dublin. Quigley's Point ligger 10 meter över havet och antalet invånare är 227.
Terrängen runt Quigley's Point är varierad. Havet är nära Quigley's Point åt sydost. Närmaste större samhälle är Buncrana, 16,1 km väster om Quigley's Point. 